# The First Decade (álbum de April Wine)
The First Decade es el séptimo álbum recopilatorio de la banda de rock canadiense April Wine y fue publicado en 1989, el cual contiene cuatro canciones inéditas

## Lista de canciones
Todas las canciones fueron escritas por Myles Goodwyn, excepto donde se especifique lo contrario.
1. "It's a Pleasure to See You Again" (Gary Moffet) - *canción inédita
2. "Bad Side of the Moon" (Elton John y Bernie Taupin)
3. "Drop Your Guns" (David Henman)
4. "Lady Run, Lady Hide" (Myles Goodwyn y Jim Clench)
5. "Electric Jewels" (Myles Goodwyn y Jim Clench)
6. "Cum Hear the Band"
7. "Slow Poke"
8. "The Whole World's Goin' Crazy"
9. "Lovin' You"
10. "Baby it's You" – *canción inédita
11. "Somebody Like You" – *canción inédita
12. "Am I in Love" – *canción inédita
13. "Forever for Now"
14. "Wings of Love"
15. "Marjorie"
16. "Child's Garden"
17. "Mama Laye"
18. "Coming Right Down on Top of Me"

## Formación
- Myles Goodwyn - voz, guitarra y teclados.
- Brian Greenway - guitarra y coros
- Gary Moffet - guitarra y coros
- David Henman - guitarra y coros
- Jim Clench - bajo y coros.
- Ritchie Henman - batería y percusiones.
- Jerry Mercer - batería, percusiones y coros.